# Bosco MacDonald

Wappen von Bosco MacDonald

Bosco MacDonald (* 21. Juli 1963 in Bath) ist ein britischer römisch-katholischer Geistlicher und Bischof von Clifton.

## Leben
Bosco MacDonald studierte Philosophie und Theologie am englischen Priesterseminar im spanischen Valladolid. Am 6. Juli 1991 empfing er das Sakrament der Priesterweihe für das Bistum Clifton.
Nach der Priesterweihe war er neben verschiedenen Aufgaben in der Pfarrseelsorge von 2003 bis 2007 Dekan der Seelsorgeregion Bristol Nord. Ab 2015 war er Dompfarrer und Dekan an der Kathedrale von Clifton. Ab 2019 war er zudem Domkapitular am Kathedralkapitel.
Papst Franziskus ernannte ihn am 14. März 2024 zum Bischof von Clifton. Der Erzbischof von Birmingham, Bernard Longley, spendete ihm am 8. Mai desselben Jahres in der Kathedrale von Clifton die Bischofsweihe. Mitkonsekratoren waren sein Amtsvorgänger Declan Ronan Lang und der Bischof von East Anglia, Peter Collins.